# Dusona caudator
Dusona caudator là một loài tò vò trong họ Ichneumonidae.